# Sunset Park
Sunset Park (bra: Cara a Cara) é um filme norte-americano de drama e comédia esportiva de 1996 dirigido por Steve Gomer, baseado em um roteiro de Seth Zvi Rosenfeld e Kathleen McGhee-Anderson. O filme é estrelado por Rhea Perlman como treinadora de um time de basquete masculino do ensino médio do bairro de Sunset Park, na cidade de Nova York. O filme também é estrelado pelo rapper Fredro Starr, do grupo Onyx, bem como apresenta uma participação de Terrence Howard. Foi produzido pelo esposo de Perlman, Danny DeVito.
As gravações ocorreram na cidade de Nova York. Incluídos nos locais de filmagem estiveram várias escolas secundárias e edifícios públicos, bem como o mundialmente famoso Madison Square Garden. A trilha sonora do filme contou com uma das primeiras aparições solo de Ghostface Killah. Sunset Park foi lançado em 26 de abril de 1996, e arrecadou aproximadamente US$ 10 milhões no box office.

## Elenco
- Rhea Perlman como Phyllis Saroka, uma treinadora de educação física que trabalha como treinadora de basquete masculino em Sunset Park. Primeiro, ela aceita o emprego para ganhar um dinheiro extra durante um ano para abrir um restaurante, mas começa a se aproximar da equipe e, eventualmente, ajuda a torná-los bem-sucedidos.
- Fredro Starr como Tyrik "Shorty Doo-Wop" Russell, o líder do time de basquete Sunset Park. Ele se torna o mais próximo da nova treinadora e a ajuda ao máximo. Ele se volta contra ela quando descobre seu plano de restaurante e começa a agir mal.
- Terrence DaShon Howard como "Spaceman", um membro da equipe despreocupado, fumante de maconha e quieto e amigo próximo de Shorty. Ele eventualmente se torna um componente-chave da equipe interna. Ele entra em conflito com um professor à medida que o filme avança, e sua amizade com Shorty é testada quando Shorty começa a atuar.
- Carol Kane como Mona, a melhor amiga de Phyllis que apoia todas as suas decisões e se gaba de suas conquistas para outras pessoas.
- Camille Saviola como Barbara, advogada e amiga de Phyllis. A pedido de Phyllis, ela defende Shorty quando ele tem problemas legais. Ela fica muito irritada quando descobre que Shorty realmente cometeu o crime do qual foi acusado e ela o livrou das acusações.
- De'aundre Bonds como "Busy-Bee", o jogador mais jovem e subdimensionado do time. Ele apoia muito a equipe e seus companheiros. Ele deseja jogar, mas não tem muitas chances de fazê-lo, pois levou um tiro enquanto alguém tentava roubar seu casaco. Quando ele retorna, ele tem a chance de jogar e obtém sucesso.
- James Harris como "Butter", o principal jogador do time. Ele é um mulherengo e está constantemente se gabando de quantas mulheres ele teve no passado.
- Antwon Tanner como "Drano", um guarda que, a princípio, tem medo de chutar a bola apesar de ter boas habilidades de chute. Ele acaba ganhando confiança para atirar mais e se torna uma ameaça de longo alcance para a equipe. Ele também é visto como o cara inteligente da equipe por causa de seu excelente trabalho escolar.
- Anthony Hall como Andre, um membro da equipe que executa um lance livre no Madison Square Garden, que ele erra.
- Shawn Michael Howard como Kurt.
- Guy Torry como "Boo Man", um personagem cômico que questiona a multidão durante os jogos de Sunset Park. Ele está constantemente zombando dos jogadores, do jogo e do treinador. Mais tarde no filme, porém, ele se torna mais positivo e apoia a equipe.
- John Vargas como o Sr. Santiago, o diretor que atua como um antagonista menor tanto da técnica quanto dos jogadores.

## Recepção
O filme tem uma avaliação de 13% no Rotten Tomatoes.